# Bomun-dong
Bomun-dong (koreanska: 보문동) är en stadsdel i Sydkoreas huvudstad Seoul. Den ligger i stadsdistriktet Seongbuk-gu nordöst om centrala Seoul.